# 塞雷希夫卡河
塞雷希夫卡河（羅馬化：Serehivka）是烏克蘭的河流，位於該國西北部，發源自馬蒂伊夫卡北面，流經羅夫諾州，屬於斯盧奇河的左支流，河道全長29公里，流域面積168平方公里。